# SV Schott Jena
SV Schott Jena is een Duitse voetbalclub uit Jena, Thüringen.

## Geschiedenis
De club werd in 1896 opgericht als Turnverein der Glashütte Jena door Otto Schott en zijn arbeiders uit de fabriek  Jenaer Glaswerk Schott & Genossen. Tot 1911 was het enkel een turnvereniging en kreeg dan een voetbalafdeling die tot 1945 in lagere klassen speelde. In 1933 fusioneerde de club en werd TSM Glaswerk Jena en in 1937 werd de naam TuS Schott Jena aangenomen.
Na de Tweede Wereldoorlog werd de club ontbonden en heropgericht in 1946 als SG Jena-Forst. Zoals vele clubs uit de DDR onderging de club talloze naamsveranderingen. De club speelde nooit in de hogere klassen en maakte in de jaren tachtig wel enkele keren kans op promotie naar de tweede klasse, maar slaagde daar nooit in. Na de Duitse hereniging nam de club de naam SV Jenaer Glas aan en ging spelen in de nieuwe Landesliga Thüringen, toen nog de vierde klasse, maar inmiddels de zesde klasse. In 1997 promoveerde de club naar de Oberliga NOFV-Süd, de vierde klasse. Na drie seizoenen degradeerde de club. Inmiddels werd de naam SV Schott Jena aangenomen. In 2009 werd de club voor de tweede keer kampioen van Thüringen en promoveerde terug naar de Oberliga, die nu de vijfde klasse was. Na één seizoen degradeerde de club weer. In 2013 kon de club weer promoveren. Na vijf seizoenen trok de club zich vrijwillig terug uit de Oberliga.
SV 09 Arnstadt ·
SV Blau-Weiß Büßleben
SV BW 91 Bad Frankenhausen ·
SV Borsch 1925 ·
FSV Preußen Bad Langensalza · 
1. FC Eichsfeld ·
FC an der Fahner Höhe ·
TSV Gera Westvororte ·
BSG Wismut Gera ·
SpVgg Geratal · 
SV Schott Jena · 
SV Blau-Weiß 90 Neustadt/Orla ·
FSV Wacker 90 Nordhausen ·
FC Saalfeld ·
FSV Schleiz ·
FC Thüringen Weida